# Rundfunkjahr 1956
Liste der Rundfunkjahre

◄◄ | ◄ | 1952 | 1953 | 1954 | 1955 | Rundfunkjahr 1956 | 1957 | 1958 | 1959 | 1960 | ► | ►►

Weitere Ereignisse

## Allgemein
- 1. Januar – Der bisherige Nordwestdeutscher Rundfunk (NWDR) spaltet sich in die beiden Landesrundfunkanstalten Norddeutscher Rundfunk (NDR), zuständig für die Länder Hamburg, Niedersachsen und Schleswig-Holstein mit Sitz in Hamburg und Westdeutscher Rundfunk (WDR), zuständig für Nordrhein-Westfalen mit Sitz in Köln. Den Fernsehbetrieb des NWDR übernimmt der gemeinsame Nord- und Westdeutscher Rundfunkverband.
- Februar – Das Funkhaus Nalepastraße, in Berlin-Oberschöneweide, Hauptsitz des Rundfunks der DDR, nimmt seinen Vollbetrieb auf.
- 14. April – Auf der National Association of Broadcasters in Chicago stellt die Firma Ampex den ersten zum Verkauf bestimmten Videorekorder der Welt vor.

## Hörfunk
- Klaus Mehnert vom SDR wird erster Hörfunkkorrespondent der ARD in Moskau, wo er über den XX. Parteitag der KPdSU und der Einleitung der Entstalinisierung berichtet. Klaus Bölling, ebenso für den SDR tätig, übernimmt die Vertretung der ARD in Belgrad.
- 1. Januar – In Österreich wird die satirische Sendereihe Der Watschenmann trotz heftiger Proteste eingestellt.
- 13. Januar – Der WDR in Köln   beginnt mit der Ausstrahlung des 8-teiligen Hörspiels Paul Temple und der Fall Madison von Francis Durbridge mit René Deltgen, Ursula Langrock und Kurt Lieck in den Hauptrollen  (Regie: Eduard Hermann).
- 27. Januar – Die Hörspielreihe CBS Radio Workshop beginnt mit einer Inszenierung von Aldous Huxleys Roman Brave New World
- 19. Februar – Mit der Episode Das Taschentuch sendet der Hessische Rundfunk  die 77. und letzte Folge der Hörspielreihe über Die Hesselbachs von und mit Wolf Schmidt aus, die seit 1949 unter den Titeln Familie Hesselbach, Prokurist a. D. Hesselbach, Büro für Lebensberatung und Hesselbach GmbH in drei Staffeln ausgestrahlt wurden.
- 30. Juni – Nach 19 Jahren wechselt die US-amerikanische Radiosoap The Guiding Light vom Hörfunk ins Fernsehen.
- 17. August – Der von der DDR als Geheimsender geschaffene Deutsche Freiheitssender 904 meldet sich am Abend erstmals im Äther.
- 6. November – Der ORF sendet die erste Ausgabe der Wissenschaftsreihe Salzburger Nachtstudio. Den Inhalt der ersten Sendung bildet ein Vortrag von Robert Schuman.
- 15. Dezember – Der am Ende einer Ausgabe von Louisiana Hayride mit einem Liveauftritt von Elvis Presley von Horace Lee Logan formulierte Satz Elvis has left the building  löst unter weiblichen Fans eine Massenpanik aus. Die Phrase findet darüber hinaus Eingang in die westliche Popkultur.

## Fernsehen
- 28. April – Erstmals wird eine Ziehung der ARD-Fernsehlotterie ausgestrahlt.
- 15. Mai – Anlässlich des 30. Jahrestages seiner Gründung nimmt Hrvatska Radiotelevizija (Radio Zagreb) als erste Anstalt in Jugoslawien – versuchsweise – einen Fernsehbetrieb auf.
- 24. Mai – Aus Lugano, italienischsprachige Schweiz, wird der erste Eurovision Song Contest unter dem Titel 1. Gran Premio Eurovisione della Canzone Europea europaweit übertragen. Sieger wird die für die Schweiz startende Lys Assia mit dem Titel Das alte Karussell. Die Platzierungen der übrigen 13 Teilnehmer werden nicht bekannt gegeben. Deutschland wird von Freddy Quinn und Walter Andreas Schwarz vertreten.
- 4. September – Sveriges Television nimmt den ersten Fernsehbetrieb in Schweden auf.
- 1. Oktober – Die ARD-Tagesschau geht täglich auf Sendung.
- 28. Oktober – Der Hessische Rundfunk strahlt die erste Ausgabe der Sendereihe Ein Platz für (wilde) Tiere aus. Präsentator ist der Direktor des Zoo Frankfurt, Bernhard Grzimek.

## Geboren
- Fritz Ostermayer – österreichischer Musikjournalist (Die Musicbox), Musiker und DJ wird in Schattendorf, Burgenland geboren.
- 7. Januar – Uwe Ochsenknecht, deutscher Schauspieler wird in Biblis geboren.
- 17. Januar – Mitch Vogel, US-amerikanischer Schauspieler wird in Alhambra (Kalifornien) geboren. Er wurde vor allem in der Rolle des Jamie Hunter Cartwright  aus der FS-Serie Bonanza bekannt.
- 6. April – Thomas Koschwitz, deutscher Hörfunk- und Fernsehmoderator wird in Heidelberg geboren.
- 15. Juni – Robin Curtis, US-amerikanische Schauspielerin wird im Bundesstaat New York geboren.
- 13. Juli – Günther Jauch, deutscher Showmaster wird in Münster geboren.
- 5. August – Anja Kruse, deutsche Schauspielerin (Wenn das die Nachbarn wüßten, Forsthaus Falkenau) wird in Essen geboren.
- 22. September – Thomas Wilkening, deutscher Fernsehproduzent wird in Potsdam-Babelsberg geboren. († 2005)
- 4. Oktober – Christoph Waltz, österreichischer Schauspieler wird in Wien geboren.
- 10. Oktober – Amanda Burton, britische Schauspielerin wird im County Londonderry, Nordirland geboren.
- 24. Oktober – Karl Karst, deutscher Hörfunkjournalist (u. a. Feature- und Hörspielautor) wird in Köln geboren. Er arbeitete vorwiegend für den WDR.
- 20. November – Olli Dittrich, deutscher Schauspieler (Dittsche) und Komiker wird in Offenbach am Main geboren.

## Gestorben
- 14. August – Bertolt Brecht, deutscher Dramatiker und Medientheoretiker stirbt 58-jährig in Berlin.
- 16. August – Bela Lugosi, US-amerikanischer Schauspieler rumänisch-ungarischer Herkunft mit später verliehenen Kultstatus stirbt 73-jährig in Los Angeles.
- 23. November – Armin Berg, österreichischer Kabarettist stirbt 73-jährig in Wien.